# کریستوفر لوگ
کریستوفر لوگ (انگلیسی: Christopher Logue؛ ‏ ۲۳ نوامبر ۱۹۲۶ – ۲ دسامبر ۲۰۱۱) شاعر، هنرپیشه، فیلم‌نامه‌نویس و نویسنده اهل انگلستان بود.
از فیلم‌ها یا برنامه‌های تلویزیونی که وی در آن نقش داشته‌است، می‌توان به شیاطین و پرنده شکاری اشاره کرد.
همچنین برندهٔ جوایزی همچون نشان امپراتوری بریتانیا شده‌است.